# Geelvleugelmot
De geelvleugelmot (Uresiphita gilvata) is een vlinder uit de familie van de grasmotten (Crambidae). De wetenschappelijke naam is voor het eerst gepubliceerd in 1794 door Johan Christian Fabricius.

## Verspreiding
De soort komt voor in geheel Europa met uitzondering van Scandinavië en Estland. Verder komt de geelvleugelmot voor in Turkije, Georgië, Armenië, Azerbeidzjan, Syrië, Irak, Israël, Saoedi-Arabië, Jemen, India, Sri Lanka, Japan, Madeira, Canarische Eilanden, Marokko, Algerije, Tunesië, Libië, Kaapverdië, Eritrea, Ethiopië, Sint-Helena, Congo-Kinshasa, Kenia, Tanzania, Zambia, Namibië, Zimbabwe, Zuid-Afrika, Madagaskar, Seychellen, Réunion, Mauritius, Hawaii en Frans-Polynesië (Rapa Iti).

### Voorkomen in Nederland en België
In Nederland en België is deze soort zeer zeldzaam. In Nederland is de geelvleugelmot één keer waargenomen namelijk in 2015 in Dordrecht. In België is de soort alleen bekend van zeer oude waarnemingen.

## Waardplanten
De rups leeft op:
- Celastraceae
  - Putterlickia pyracantha
- Fabaceae
  - Bolusanthus
  - Brem (Cytisus scoparius)
  - Cytisus nigricans
  - Verfbrem (Genista tinctoria)
  - Lupinus
  - Retama rhodorhizoides
  - Sarothamnus
  - Sophora tomentosa
  - Bezemstruik (Spartium junceum)
- Teline microphylla
  - Gaspeldoorn (Ulex europaeus)
- Meliaceae
  - Cedrela